# Han-Noah Massengo
Han-Noah Massengo, né le 7 juillet 2001 au Blanc-Mesnil, est un footballeur français qui évolue au poste de milieu de terrain au FC Augsbourg.

## Biographie
Han-Noah Massengo grandit à Villepinte, en Seine-Saint-Denis. Son père, Auguste-Bernard Massengo, éducateur sportif spécialisé, d'origine congolaise, a été footballeur amateur DH et entraîneur pour les jeunes et seniors, educateur spécialisé et conseiller sportif. Sa mère, Céline Massengo Coelembier, enseignante, française d'origine belge, a pratiqué la natation et le water-polo à Villepinte puis à Saint Denis durant une vingtaine d'années, puis le kick boxing à Tremblay-en-France. Il a deux frères et une sœur avec ses deux parents, puis après leur divorce, il aura deux autres petites sœurs du côté de son père. Ses deux grand-pères ont également pratiqué le football : Boniface Massengo a été  joueur dans une grande équipe professionnelle congolaise et Thierry-Pierre Coelembier joueur professionnel à Roubaix, en amateur : joueur puis entraineur senior. Son arrière-grand-père maternel fut un international d'athlétisme. Il appartient à une grande famille unie, et reste très attaché à ses amis d'enfance.
Han-Noah Massengo pratique le ballon rond depuis son plus jeune âge, mais est recalé à 13 ans de l'INF Clairefontaine. Il s'entraîne alors au Blanc-Mesnil puis rejoint le pôle Espoirs de Reims.
Passionné de photo, il a commencé son hobby à Bristol et photographie depuis ses moments sportifs mais aussi ses lieux de vie ou de visite, ses proches, les supporters, et tout ce qui le touche. Il travaille avec un support argentique pour garder l'authenticité des photos.

### En club
Formé au CREPS de Reims, il rejoint l'AS Monaco à partir de l'été 2016, Han-Noah Massengo y signe son premier contrat professionnel le 15 juin 2018. Il fait ses débuts en match officiel lors d'une défaite 4-0 en Ligue des champions contre le Club Bruges KV le 6 novembre 2018, devenant par la même occasion le plus jeune français à évoluer dans la compétition. Trois semaines plus tard, il devient l'un des premiers joueurs nés au XXIe siècle à débuter un match de C1, avec son coéquipier Benoît Badiashile.
Il joue son premier match en France en entrant en jeu 22 minutes lors d'une défaite 4-0 face au Paris Saint-Germain le 11 novembre 2018 et joue son dernier match de la saison en jouant 2 minutes de jeu lors d' une victoire 1-0 à Lorient lors du huitième de finale de Coupe de la Ligue du 19 décembre 2018.
Le 5 août 2019, il quitte l'AS Monaco pour rejoindre Bristol City FC en Championship, la deuxième division anglaise. Il s'y impose rapidement comme un élément clé du milieu de terrain, accumulant plus de 100 apparitions avec le club.
Lors de la seconde partie de la saison 2022-2023, il est prêté à l'AJ Auxerre. Ses performances remarquables, mêlant énergie, polyvalence et engagement, séduisent rapidement les supporters auxerrois. Son humilité et son lien naturel avec le public contribuent également à sa très forte popularité parmi les supporters locaux,.
Après un retour à Burnley FC le 31 août 2023, Han-Noah Massengo est de nouveau prêté à l'AJ Auxerre pour la deuxième partie de saison 2024-2025, avec une option d'achat. À son retour, il hérite du numéro 80 et poursuit son objectif d'aider le club bourguignon à retrouver son éclat,.

#### En équipe de France Espoirs
En mars 2023, Han-Noah Massengo est appelé en renfort par le sélectionneur Sylvain Ripoll pour rejoindre l'Équipe de France Espoirs, à l'occasion d'un stage préparatoire aux matches amicaux contre l'Angleterre et l'Espagne. Massengo est convoqué pour remplacer Joris Chotard, forfait en raison d'une blessure, et vient compléter un groupe de 23 joueurs. Ces rencontres s'inscrivent dans la préparation des Bleuets pour la phase finale de l'Euro U21 2023, organisée en Roumanie et en Géorgie du 21 juin au 8 juillet 2023. Il entre en jeu à la 82e minute de jeu contre l'Angleterre le 25 mars 2023.

## Statistiques
| Saison                | Club                  | Championnat           | Championnat | Championnat | Coupe nationale | Coupe nationale | Coupe de la Ligue | Coupe de la Ligue | Compétition(s) continentale(s) | Compétition(s) continentale(s) | Compétition(s) continentale(s) | Total | Total |
| Saison                | Club                  | Division              | M.          | B.          | M.              | B.              | M.                | B.                | Comp.                          | M.                             | B.                             | M.    | B.    |
| 2018-2019             | AS Monaco             | Ligue 1               | 3           | 0           | -               | -               | 1                 | 0                 | C1                             | 3                              | 0                              | 7     | 0     |
| 2019-2020             | Bristol City          | Championship          | 25          | 0           | 1               | 0               | 1                 | 0                 | -                              | -                              | -                              | 27    | 0     |
| 2020-2021             | Bristol City          | Championship          | 27          | 0           | 3               | 0               | 2                 | 0                 | -                              | -                              | -                              | 32    | 0     |
| 2021-2022             | Bristol City          | Championship          | 37          | 0           | 1               | 0               | 1                 | 0                 | -                              | -                              | -                              | 39    | 0     |
| 2022-2023             | Bristol City          | Championship          | 10          | 0           | -               | -               | 2                 | 0                 | -                              | -                              | -                              | 12    | 0     |
| Sous-total            | Sous-total            | Sous-total            | 99          | 0           | 5               | 0               | 6                 | 0                 | -                              | -                              | -                              | 110   | 0     |
| 2022-2023             | AJ Auxerre (prêt)     | Ligue 1               | 14          | 0           | 1               | 0               | -                 | -                 | -                              | -                              | -                              | 15    | 0     |
| 2023-2024             | Burnley               | Premier League        | 3           | 0           | -               | -               | 1                 | 0                 | -                              | -                              | -                              | 4     | 0     |
| 2024-2025             | Burnley               | Championship          | 8           | 0           | -               | -               | 1                 | 0                 | -                              | -                              | -                              | 9     | 0     |
| Sous-total            | Sous-total            | Sous-total            | 11          | 0           | -               | -               | 2                 | 0                 | -                              | -                              | -                              | 13    | 0     |
| 2024-2025             | AJ Auxerre (prêt)     | Ligue 1               | 17          | 0           | -               | -               | -                 | -                 | -                              | -                              | -                              | 17    | 0     |
| Total sur la carrière | Total sur la carrière | Total sur la carrière | 144         | 0           | 6               | 0               | 9                 | 0                 | -                              | 3                              | 0                              | 162   | 0     |

## Palmarès

### En club
- Burnley
  - Vice-champion de Championship en 2025